# Tuchfabrik Wilhelm Müller
Die ehemalige Tuchfabrik Wilhelm Müller ist ein denkmalgeschütztes Gebäude am Ostrower Damm in Cottbus.

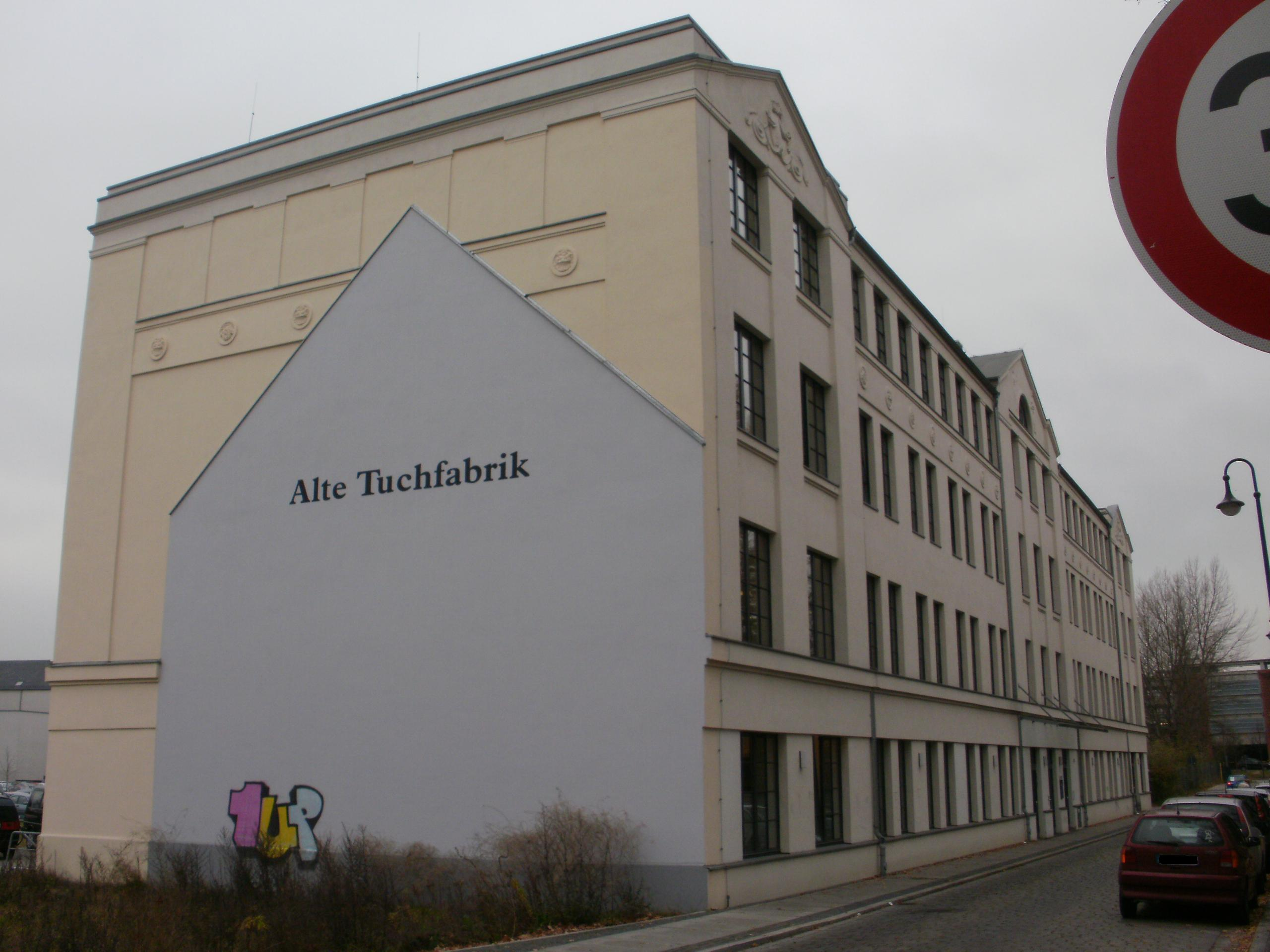
Hauptgebäude der Tuchfabrik Wilhelm Müller

## Geschichte
Am südlichen Rand der Neustadt, zwischen der Rosenstraße und der heutigen Franz-Mehring-Straße, begründete der Färber und Tuchmacher Wilhelm Ruff um 1760 seine Fabrik entlang des Mühlgrabens als einer der ersten Fabrikanten in Cottbus. Das Wohnhaus Ruff entstand 1781 neu, nachdem ein Blitzschlag den Vorgängerbau zerstört hatte. Es war ein Beispiel der spätbarocken großbürgerlichen Wohnhausarchitektur in Cottbus und wurde 2008 wegen Baufälligkeit vollständig abgerissen.
Das Hauptgebäude der Tuchfabrik aus der zweiten Hälfte des 18. Jahrhunderts war ein langgestreckter zweigeschossiger Fabrikbau mit einem Mansardwalmdach. 1882 bzw. 1883 erfolgte eine Erweiterung des Fabrikgebäudes durch die neuen Besitzer. 1909 befand sich das Fabrikgebäude im Besitz von Wilhelm Müller und brannte im Jahre 1915 ab. Auf den erhaltenen Grundmauern entstand ein neuer Bau aus Stahl und Beton, der sich an die Nordseite des Wohnhauses anschloss.

## Architektur
Das neu erbaute viergeschossige Fabrikgebäude erstreckt sich bis zur Rosenstraße und besitzt ein leicht geneigtes Pultdach. Im Inneren befindet sich ein mit sechs Kreuzgewölben eingedeckter Raum, der als Färbersaal diente. Daran schließt sich ein kleiner mit vier Kreuzgewölben eingedeckter Raum an sowie ein Lagerraum, deren Treppe in die oberen Geschosse führt. Die Ostfassade ist durch dreigeschossige, übergiebelte Seiten- bzw. Mittelrisalite mit flachen Kolossalpilastern strukturiert. Im Giebelfeld des Mittelrisalits befindet sich ein Thermenfenster, das Allegorien auf die Spinnerei und die Färberei zeigt und von Relieffiguren flankiert wird. Die Fensterformen in den drei unteren Geschossen sind hochrechteckig und zu Paaren angeordnet. Im Obergeschoss stehen die Fenster in abweichender Reihung und sind breiter ausgebildet. Zudem ist die Brüstungszone des Obergeschosses mit Stuckmedaillons geschmückt. Die Fenster in den Risaliten haben einen quadratischen Umriss. Segmentbogenfenster sind an der vierachsigen Schmalseite zu Rosenstraße in die Untergeschosse unter Einbeziehung älterer Wandteile eingesetzt. Erhalten sind im Inneren die Treppenanlagen und die Eisenbeton-Stützreihen, die die Geschosse in dreischiffige Räume unterteilen. Den Seitenflügel aus den späten 19. Jahrhundert schmücken Segmentbogenfenster. Doppelreihige Rundsäulen sowie Längsunterzüge, auf denen preußische Kappen aufliegen, befinden sich im Erdgeschoss des Seitenflügels. 1915 wurden die Obergeschosse durch doppelreihige Eisenbetonstützen mit Kehlung zu den Längsunterzügen sowie das Dachwerk erneuert. Ein Terrassendach mit Oberlichtern wurde in der Dachneigung eingebaut.

## Bedeutung
Das Fabrikgebäude zählt zu den bemerkenswerten Beispielen für die Industriearchitektur aus der Zeit vor dem Ersten Weltkrieg. Mit seiner Eisenbeton-Konstruktion, die sich an der gerasterten Fassade abzeichnet, und der am Klassizismus orientierten Risalitgliederung mit Thermenfenster ist der Bau ein Dokument für die zeittypische Kombination von moderner Konstruktion und formalem Rückgriff auf das „Bauen um 1800“. Heute befindet sich in dem sanierten Gebäude ein Call-Center und nach einer neuen Straßennummervergabe im Sommer 2008 hat das Gebäude die Adresse Ostrower Damm 20.